# Seira (genre)
Pour l’article homonyme, voir Seira.
Genre
Seira est un genre de collemboles de la famille des Seiridae.

## Liste des espèces
Selon Checklist of the Collembola of the World (version du 22 août 2019) :
- Seira (Afroseira) Yosii, 1959
  - Seira rowanorum Yosii, 1959
- Seira (Lepidocyrtinus) Börner, 1903
  - Seira annulicornis (Oudemans, 1890)
  - Seira armillata Wahlgren, 1908
  - Seira barnardi (Womersley, 1934
  - Seira dayi Yosii, 1959
  - Seira ethiopica Denis, 1924
  - Seira indianica (Paliwal & Baijal, 1985)
  - Seira laeta (Börner, 1908
  - Seira mandawerica (Paliwal & Baijal, 1985)
  - Seira voeltzkowi (Börner, 1907)
- Seira (Seira) Lubbock, 1870
  - Seira addoensis Coates, 1968
  - Seira agadesi Jacquemart, 1974
  - Seira alba Jacquemart, 1980
  - Seira algira Jacquemart, 1974
  - Seira americana Jacquemart, 1980
  - Seira andensis Jacquemart, 1980
  - Seira annela Coates, 1968
  - Seira annulata (Handschin, 1927)
  - Seira annulipes (Handschin, 1929)
  - Seira annulosa (Wahlgren, 1906)
  - Seira anterocoerulea Delamare Deboutteville, 1945
  - Seira arenicola Bellini & Zeppelini, 2008
  - Seira armata Carpenter, 1934
  - Seira arunachala Mitra, 1976
  - Seira atlantica Negri, Pellecchia & Fanciulli, 2005
  - Seira atrolutea (Arlé, 1939)
  - Seira barrai Cipola & Baquero, 2018
  - Seira beeri Jacquemart, 1980
  - Seira betica Cipola & Arbea, 2018
  - Seira bidenticulata Ritter, 1911
  - Seira bipunctata (Packard, 1873
  - Seira blanca Mari Mutt, 1986
  - Seira blatteatus Yosii, 1959
  - Seira boccensis Delamare Deboutteville, 1948
  - Seira boneti Denis, 1948
  - Seira brasiliana (Arlé, 1939)
  - Seira brevidentata Denis, 1924
  - Seira burgersi Cipola & Arbea, 2018
  - Seira caerucinerea Cipola & Bellini, 2014
  - Seira calolepis Börner, 1903
  - Seira camgiangensis Nguyen, 2001
  - Seira caparti Jacquemart, 1980
  - Seira capensis (Womersley, 1934
  - Seira chimu Jacquemart, 1980
  - Seira cinerea Yosii, 1966
  - Seira colorata (Denis, 1931)
  - Seira cooperi Handschin, 1929
  - Seira coppoisi Jacquemart, 1975
  - Seira coroatensis Godeiro & Bellini, 2015
  - Seira cryptica Mari Mutt, 1987
  - Seira dagamae Dallai, 1973
  - Seira damerella Coates, 1968
  - Seira debruyni Jacquemart, 1974
  - Seira delamarei Jacquemart, 1980
  - Seira desapercibida Soto-Adames, 2002
  - Seira deserti Jacquemart, 1974
  - Seira devriesi Jacquemart, 1974
  - Seira diamantinae Godeiro & Bellini, 2015
  - Seira dinizi da Gama, 1988
  - Seira dollfusi Carl, 1899
  - Seira domestica (Nicolet, 1842)
  - Seira dori Gruia, Poliakov & Broza, 2000
  - Seira dowlingi (Wray, 1953)
  - Seira dubia Christiansen & Bellinger, 1980
  - Seira eidmanni (Stach, 1935)
  - Seira eleana Coates, 1968
  - Seira elegans (Schött, 1893)
  - Seira elisae Gers & Deharveng, 1985
  - Seira evansi (Brown, 1926
  - Seira faironi Jacquemart, 1974
  - Seira falcifer (Schäffer, 1898
  - Seira fasciata (Schött, 1925)
  - Seira ferrarii Parona, 1888
  - Seira ferruinea
  - Seira flagellata (Wahlgren, 1906)
  - Seira flavescens Womersley, 1928
  - Seira flavovirens (Börner, 1903)
  - Seira frater (Bonet, 1934)
  - Seira fulva (Schött, 1896)
  - Seira fuscopicta Schäffer, 1898
  - Seira galapagoensis Jacquemart, 1976
  - Seira glabra Godeiro & Bellini, 2013
  - Seira gobalezai Christiansen & Bellinger, 1992
  - Seira goffineti Jacquemart, 1980
  - Seira gorgo Fernando, 1960
  - Seira graeca Ellis, 1966
  - Seira grandjeani Jacquemart, 1980
  - Seira grisea Womersley, 1934
  - Seira hanssensi Jacquemart, 1980
  - Seira harena Godeiro & Bellini, 2014
  - Seira hazrai Baquero & Jordana, 2014
  - Seira humberti Barra, 2004
  - Seira inca Jacquemart, 1980
  - Seira incerta (Handschin, 1926)
  - Seira incolorata (Wahlgren, 1906)
  - Seira indica (Ritter, 1911)
  - Seira indra Imms, 1912
  - Seira infrequens Barra & van Harten, 2009
  - Seira insalahi Jacquemart, S, 1974
  - Seira istriana (Latzel, 1917)
  - Seira jacquemarti Barra, 2004
  - Seira jaegerskioeldi (Wahlgren, 1906)
  - Seira jiboiensis Godeiro & Bellini, 2014
  - Seira kaniskha Yosii & Ashraf, 1965
  - Seira katangae Jacquemart, 1980
  - Seira keethumensis Paliwal & Baijal, 1985
  - Seira knowltoni (Wray, 1953)
  - Seira lateralis Yosii, 1966
  - Seira lelo Christiansen & Bellinger, 1992
  - Seira lepidochaetosa Cipola & Bellini, 2018
  - Seira lesnei Denis, 1924
  - Seira leucopus Davies, 1935
  - Seira lindei Coates, 1968
  - Seira longicornis Parona, 1895
  - Seira lusitanica da Gama, 1964
  - Seira maclaudi Denis, 1924
  - Seira mantis Zeppelini & Bellini, 2006
  - Seira manukio Soto-Adames, Bernard & Wynne, 2015
  - Seira marephila Coates, 1968
  - Seira marginata (Handschin, 1920)
  - Seira maroccana Negri, Pellecchia & Fanciulli, 2005
  - Seira mataraquensis Bellini & Zeppelini, 2008
  - Seira matarsiosa Jacquemart, 1974
  - Seira mathewsi Coates, 1968
  - Seira melloi (Arlé, 1939)
  - Seira mendoncae Bellini & Zeppelini, 2008
  - Seira metafemurata Cipola & Bellini, 2018
  - Seira metala Coates, 1968
  - Seira metarsiosa Coates, 1968
  - Seira mexicana Folsom, 1898
  - Seira meyerae (Coates, 1969)
  - Seira mirianae Arlé & Guimaraes, 1981
  - Seira munroi (Paclt, 1959)
  - Seira musarum Ridley, 1890
  - Seira nagatai Yosii, 1959
  - Seira nicoya Christiansen & Bellinger, 1988
  - Seira nidarensis Baquero & Jordana, 2014
  - Seira nigeri Jacquemart, 1974
  - Seira nigrans (Arlé, 1960)
  - Seira nunezae Christiansen & Bellinger, 2000
  - Seira nyassica (Börner, 1903)
  - Seira oceanica Yosii, 1960
  - Seira oligomacrochaeta Nguyen, 2001
  - Seira oligoseta Lee & Park, 1989
  - Seira packardi (Schött, 1896)
  - Seira pallens Börner, 1908
  - Seira pallescens Denis, 1948
  - Seira pallida Börner, 1907
  - Seira pallida Brown, 1926
  - Seira pallida Delamare Deboutteville, 1953
  - Seira pallidipes Reuter, 1895
  - Seira paraibensis Bellini & Zeppelini, 2009
  - Seira paranensis (Stach, 1935)
  - Seira paucisetosa Jacquemart, S, 1980
  - Seira paulae Cipola & Bellini, 2014
  - Seira pectinifera Jacquemart, 1980
  - Seira personata Denis, 1948
  - Seira pihulu Christiansen & Bellinger, 1992
  - Seira pillichi (Stach, 1930)
  - Seira pinorum Jordana & Arbea, 1989
  - Seira polysperes Barra, 2004
  - Seira potiguara Bellini, Fernandes & Zeppelini, 2010
  - Seira prabhooi Baquero & Jordana, 2015
  - Seira praiana Bellini, Fernandes & Zeppelini, 2010
  - Seira primaria Godeiro & Bellini, 2014
  - Seira prodiga (Arlé, 1960)
  - Seira pseudoannulata Bellini & Zeppelini, 2008
  - Seira pseudocoerulea Denis, 1924
  - Seira pulchella (Wahlgren, 1906)
  - Seira pulchra (Handschin, 1924)
  - Seira punctata (Ritter, 1911)
  - Seira punica Jacquemart, 1974
  - Seira purpurea Schött, 1891
  - Seira queenslandiae (Womersley, 1935)
  - Seira reichenspergeri (Handschin, 1924)
  - Seira reinhardi (Mills, 1931)
  - Seira ritae Bellini & Zeppelini, 2011
  - Seira rosei Denis, 1925
  - Seira rykei Coates, 1968
  - Seira sacchii Parisi, 1969
  - Seira saipanensis Uchida, 1944
  - Seira sanaaensis Barra, 2004
  - Seira saxatilis Gisin & da Gama, 1962
  - Seira schaefferi (Schött, 1901)
  - Seira semicaerulea Cipola & Bellini, 2018
  - Seira setapartita (Salmon, 1944)
  - Seira simbalwaraensis Baquero & Jordana, 2015
  - Seira socotrae Barra, 2004
  - Seira squamoornata (Scherbakov, 1898)
  - Seira stachi Loksa, 1990
  - Seira steinmetzi (Wray, 1953)
  - Seira subannulata (Denis, 1933)
  - Seira subdomestica Denis, 1924
  - Seira taeniata (Handschin, 1925)
  - Seira termitophila (Delamare Deboutteville, 1948)
  - Seira terrestris (Folsom, 1932)
  - Seira thailandica Yosii, 1961
  - Seira tigridica Rusek, 1981
  - Seira timiae Jacquemart, 1980
  - Seira timorensis Yoshii & Suhardjono, 1992
  - Seira tinguira Cipola & Bellini, 2014
  - Seira tongiorgii Tosi & Parisi, 1990
  - Seira traegaardhi (Wahlgren, 1906)
  - Seira tsikama Coates, 1968
  - Seira urbana Nguyen, 2001
  - Seira uwei Barra, 2010
  - Seira vanderheydeni Jacquemart, 1974
  - Seira vaneedeni Coates, 1968
  - Seira vanharteni Barra, 2004
  - Seira willemi Jacquemart, 1980
  - Seira xinguensis (Arlé, 1960)

## Publications originales
- Lubbock, 1870 : Notes on the Thysanura. - Part IV.The Transactions of the Linnean Society of London, vol. 27, no 2, p. 277-297 (texte intégral).
- Börner, 1903 : Neue altweltliche Collembolen nebst Bemerkungen zur systematik der Isotominen und Entomobryinen. Sitzberg. Gesellshaft Naturforschender Freunde Berlin, vol. 3, p. 129–182 (texte intégral).
- Yosii, 1959 : Collembolan fauna of the Cape Province, with special reference to the genus Seira Ludbock. Special publications from the Seto Marine Biological Laboratory, vol. 6, p. 1-24.